# Alpiner Skieuropacup 1993/94
Gesamt- und Disziplinenwertungen der Saison 1993/1994 des Alpinen Skieuropacups.

## Europacupwertungen

### Gesamtwertung
| Rang | Name               | Land       | Punkte |
| ---- | ------------------ | ---------- | ------ |
| 1    | Patrick Staub      | Schweiz    | 145    |
| 2    | Urs Kälin          | Schweiz    | 137    |
| 3    | Yves Dimier        | Frankreich | 128    |
| 4    | Alessandro Fattori | Italien    | 119    |
| 5    | Mario Reiter       | Österreich | 100    |
| 6    | Oliver Künzi       | Schweiz    | 093    |
| 6    | Andreas Schifferer | Österreich | 093    |
| 8    | Massimo Zucchelli  | Italien    | 085    |
| 8    | Kilian Albrecht    | Österreich | 085    |
| 100  | Daniel Brunner     | Schweiz    | 082    |

| Rang | Name                  | Land       | Punkte |
| ---- | --------------------- | ---------- | ------ |
| 1    | Mélanie Turgeon       | Kanada     | 138    |
| 2    | Anne Berge            | Norwegen   | 124    |
| 3    | Alexandra Meissnitzer | Österreich | 077    |
| 3    | Andrine Flemmen       | Norwegen   | 077    |
| 5    | Martina Koschuttnigg  | Österreich | 076    |
| 5    | Madlen Summermatter   | Schweiz    | 076    |
| 7    | Warwara Selenskaja    | Russland   | 075    |
| 7    | Manuela Lieb          | Österreich | 075    |
| 7    | Ylva Nowén            | Schweden   | 075    |
| 100  | Christiane Abenthung  | Österreich | 072    |

### Abfahrt
| Rang | Name               | Land          | Punkte |
| ---- | ------------------ | ------------- | ------ |
| 1    | Daniel Brunner     | Schweiz       | 77     |
| 2    | Andreas Schifferer | Österreich    | 49     |
| 3    | Maurizio Feller    | Italien       | 37     |
| 4    | Markus Foser       | Liechtenstein | 36     |
| 5    | Jürgen Hasler      | Liechtenstein | 32     |

| Rang | Name                 | Land     | Punkte |
| ---- | -------------------- | -------- | ------ |
| 1    | Warwara Selenskaja   | Russland | 75     |
| 2    | Lindsey Roberts      | Kanada   | 71     |
| 3    | Madlen Summermatter  | Schweiz  | 65     |
| 4    | Swetlana Gladyschewa | Russland | 60     |
| 5    | Mélanie Turgeon      | Kanada   | 56     |

### Super-G
| Rang | Name               | Land       | Punkte |
| ---- | ------------------ | ---------- | ------ |
| 1    | Alessandro Fattori | Italien    | 119    |
| 2    | Jernej Koblar      | Slowenien  | 063    |
| 3    | Ian Piccard        | Frankreich | 050    |
| 4    | Janne Leskinen     | Finnland   | 047    |
| 5    | Ivan Eggenberger   | Schweiz    | 040    |

| Rang | Name                  | Land       | Punkte |
| ---- | --------------------- | ---------- | ------ |
| 1    | Andrine Flemmen       | Norwegen   | 50     |
| 2    | Alexandra Meissnitzer | Österreich | 42     |
| 3    | Manuela Heubi         | Schweiz    | 41     |
| 4    | Mélanie Turgeon       | Kanada     | 40     |
| 5    | Alessandra Merlin     | Italien    | 36     |

### Riesenslalom
| Rang | Name              | Land       | Punkte |
| ---- | ----------------- | ---------- | ------ |
| 1    | Urs Kälin         | Schweiz    | 137    |
| 2    | Massimo Zucchelli | Italien    | 085    |
| 2    | Kilian Albrecht   | Österreich | 085    |
| 4    | Ivan Bormolini    | Italien    | 073    |
| 5    | Mario Reiter      | Österreich | 071    |

| Rang | Name                | Land       | Punkte |
| ---- | ------------------- | ---------- | ------ |
| 1    | Anne Berge          | Norwegen   | 71     |
| 2    | Leila Demez         | Italien    | 69     |
| 3    | Ylva Nowén          | Schweden   | 53     |
| 4    | Cornelia Meusburger | Österreich | 52     |
| 5    | Karin Roten         | Schweiz    | 41     |

### Slalom
| Rang | Name          | Land       | Punkte |
| ---- | ------------- | ---------- | ------ |
| 1    | Patrick Staub | Schweiz    | 122    |
| 2    | Yves Dimier   | Frankreich | 114    |
| 3    | Oliver Künzi  | Schweiz    | 093    |
| 4    | Andrea Zinsli | Schweiz    | 077    |
| 5    | Thomas Fogdö  | Schweden   | 065    |
| 5    | Angelo Weiss  | Italien    | 065    |

| Rang | Name                 | Land        | Punkte |
| ---- | -------------------- | ----------- | ------ |
| 1    | Christiane Abenthung | Österreich  | 72     |
| 2    | Titti Rodling        | Schweden    | 64     |
| 3    | Trude Gimle          | Norwegen    | 45     |
| 4    | Manuela Lieb         | Österreich  | 41     |
| 5    | Kerstin Riediger     | Deutschland | 37     |